# Josef Skupa
Josef Skupa (né le 16 janvier 1892 à Strakonitz, Autriche-Hongrie ; mort le 8 janvier 1957 à Prague, Tchécoslovaquie) était un marionnettiste tchèque, connu pour avoir créé les marionnettes Špejbl et Hurvínek.

## Biographie
Josef Skupa est né dans une auberge de Strakonitz, actuellement en Bohême-du-Sud,  alors que sa mère tentait de rejoindre son père, gendarme. Plus tard, ce dernier obtint un poste de fonctionnaire à Plzeň, ville héritère d'une longue tradition dans l'art de la marionnette, et où Josef Skupa passa son enfance. Il fut ensuite étudiant à l'École des arts appliqués de Prague, n'hésitant pas à pousser la chansonnette dans les cabarets pour se faire quelques sous.[réf. nécessaire]
Ses études terminées, la Première Guerre mondiale est déclenchée et il est incorporé dans le 35e régiment d'infanterie de l'armée austro-hongroise à Székesfehérvár, aujourd'hui en Hongrie. Dans les moments libres, il monte des spectacles de marionnettes pour ses camarades. Par amitié, son commandant lui délivre un certificat d'inaptitude au service actif, ce qui permet à Josef Skupa de s'éloigner du front et de revenir à Plzeň, où il travaille dans la censure puis comme dessinateur à Škoda, en tant que militaire réserviste. À côté de cela, il travaille aussi au théâtre municipal de Plzeň et avec une troupe de marionnettistes amateurs, le Théâtre de marionnettes des Colonies de vacances tchèques.
La guerre terminée et la Tchécoslovaquie proclamée, Josef Skupa decient professeur d'arts graphiques et de mathématiques pendant une décennie : parmi ses élèves il eut Jiří Trnka, qui réalisera en 1965 un court métrage d'animation rendant hommage à Josef Skupa : Le Cirque Hurvinek. Il se marie en 1920, année où voit aussi le jour, dans du bois de tilleul, une de ses marionnettes qui deviendra célèbre, Špejbl. Hourvinek, le fiston, sera lui sculpté six ans plus tard. Vint ensuite 1930 et la création du Théâtre de marionnettes de Pilsen du professeur Josef Skupa, considéré comme étant le premier théâtre de marionnettes professionnel. Mánicka (Mariette), amie d'Hurvínek, et Zeryk, le chien, naquirent aussi cette année-là. Il acheta ensuite un bus qui promena son théâtre à travers toute l'Europe, de la Lettonie à Liège. Cela lui valut d'être sur les ondes radiophoniques et de présider l'Union internationale de la marionnette.
Josef Skupa passa entre les gouttes de la Seconde Guerre mondiale jusqu'en janvier 1944, la Gestapo ferma son théâtre et l'arrêta pour résistance et activités anit-fascistes. Il dut son salut à des bombardements qui détruisirent partiellement la prison de Dresde dans laquelle il était en février 1945, lui donnant la clef des champs.
Après la guerre, dans le quartier de Vinohrady, à Prague, il fonda le Théâtre Spejbl et Hurvínek (cs) qui est toujours ouvert, : à son décès en 1957, Miloš Kirschner (cs) reprit le flambeau avant de passer la main à Martin Klásek (cs) en 1996.
La question des droits d'auteurs a donné lieu à un procès en 2005 entre Helena Štáchová (cs), directrice du Théâtre Spejbl et Hurvínek, et l'Institut municipal des services sociaux de la ville de Plzeň.

## Galerie

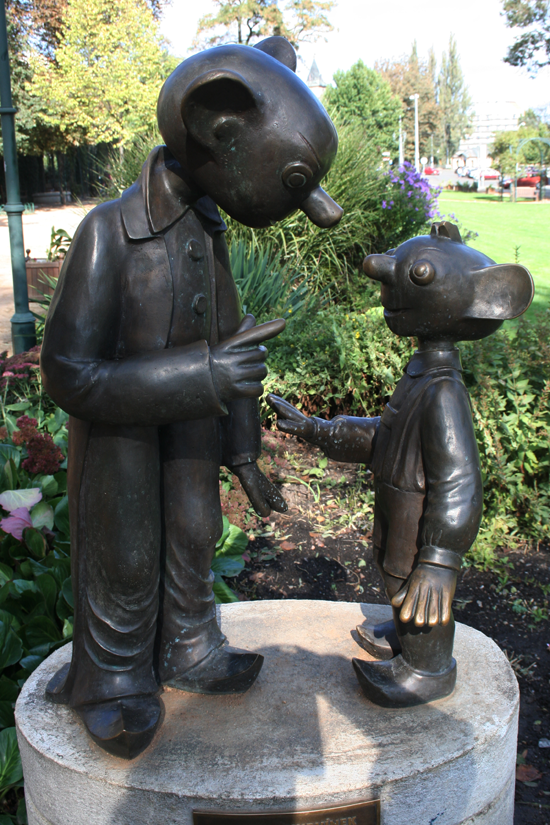
Statue de Špejbl et Hurvinek à Plzeň.
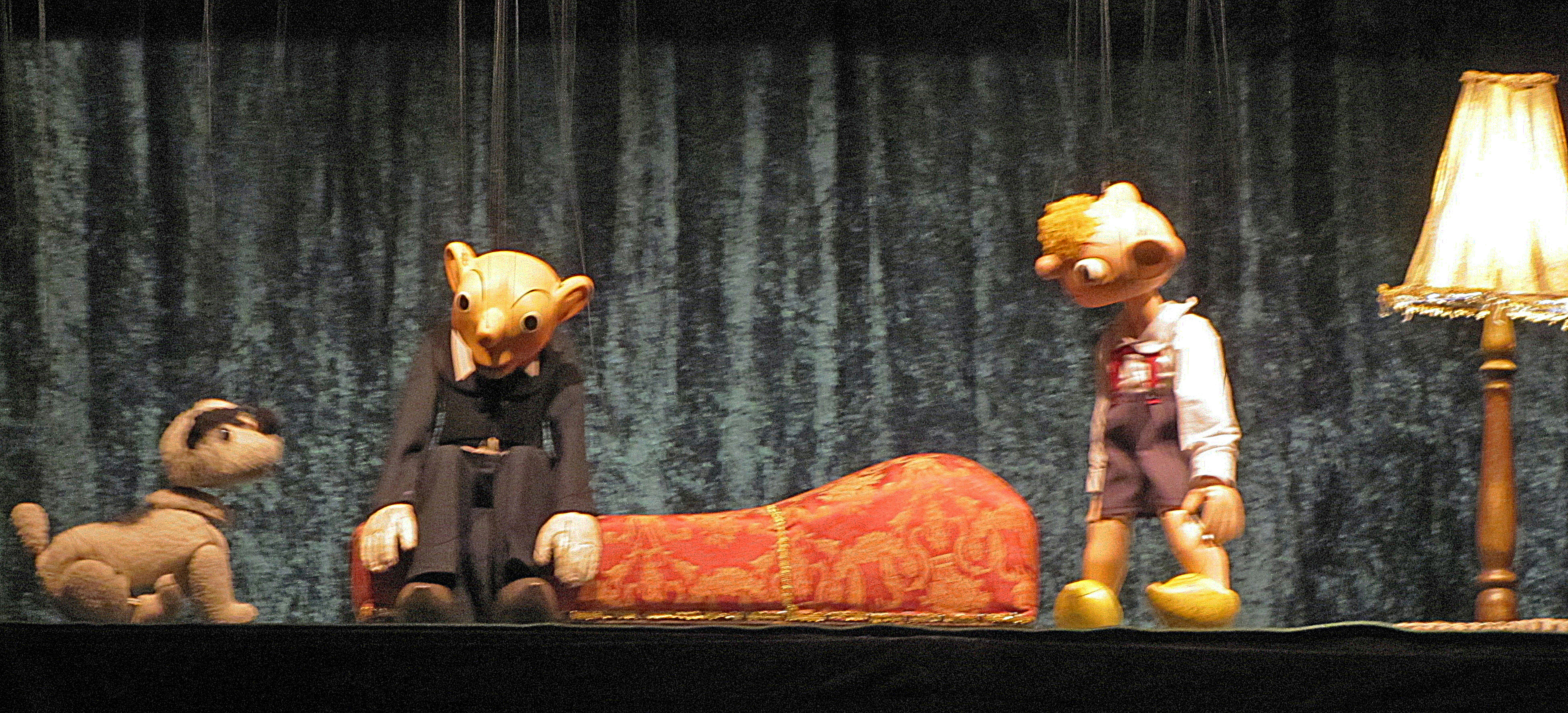
Špejbl, Hurvinek et Zeryk en 2010 à Mörfelden-Walldorf
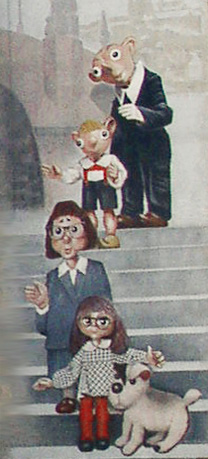
Façade du Théâtre de Špejbl et Hurvínek en 2005
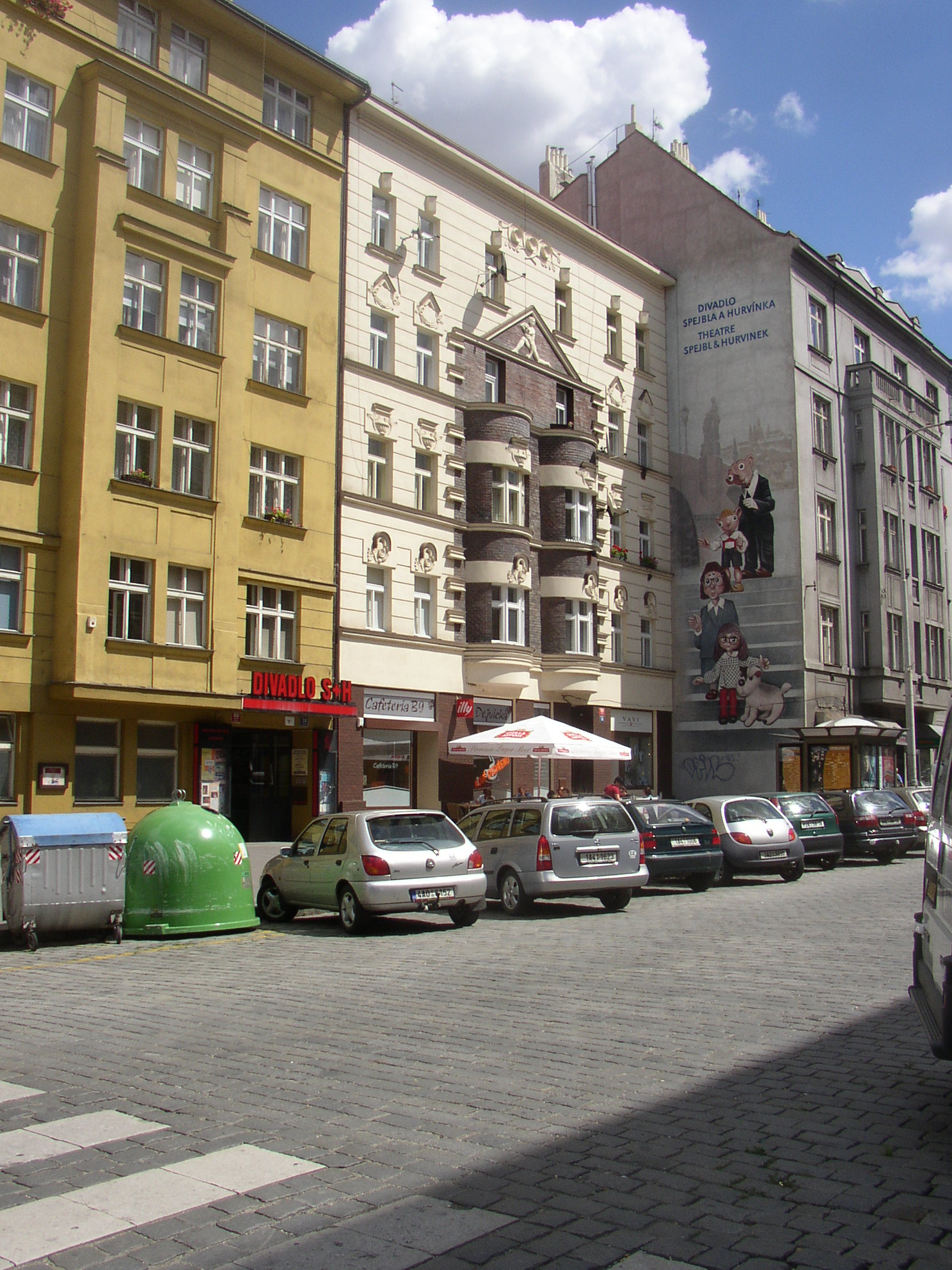
Façade du théâtre de Špejbl et Hurvínek en 2005
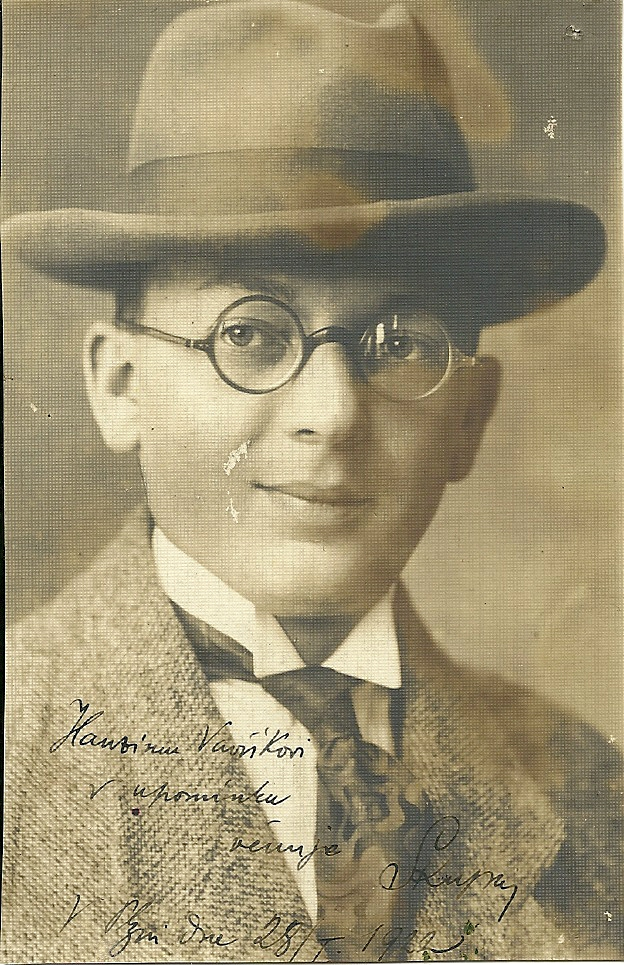
Josef Skupa en 1921
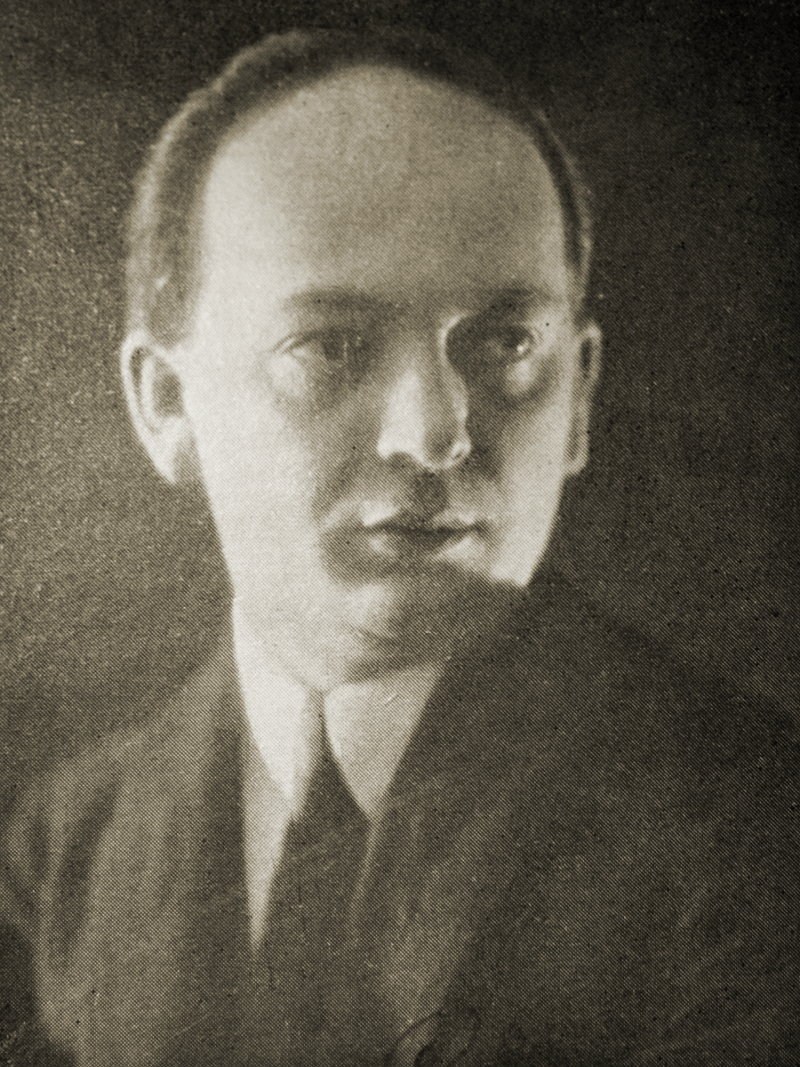
Josef Skupa avant 1928
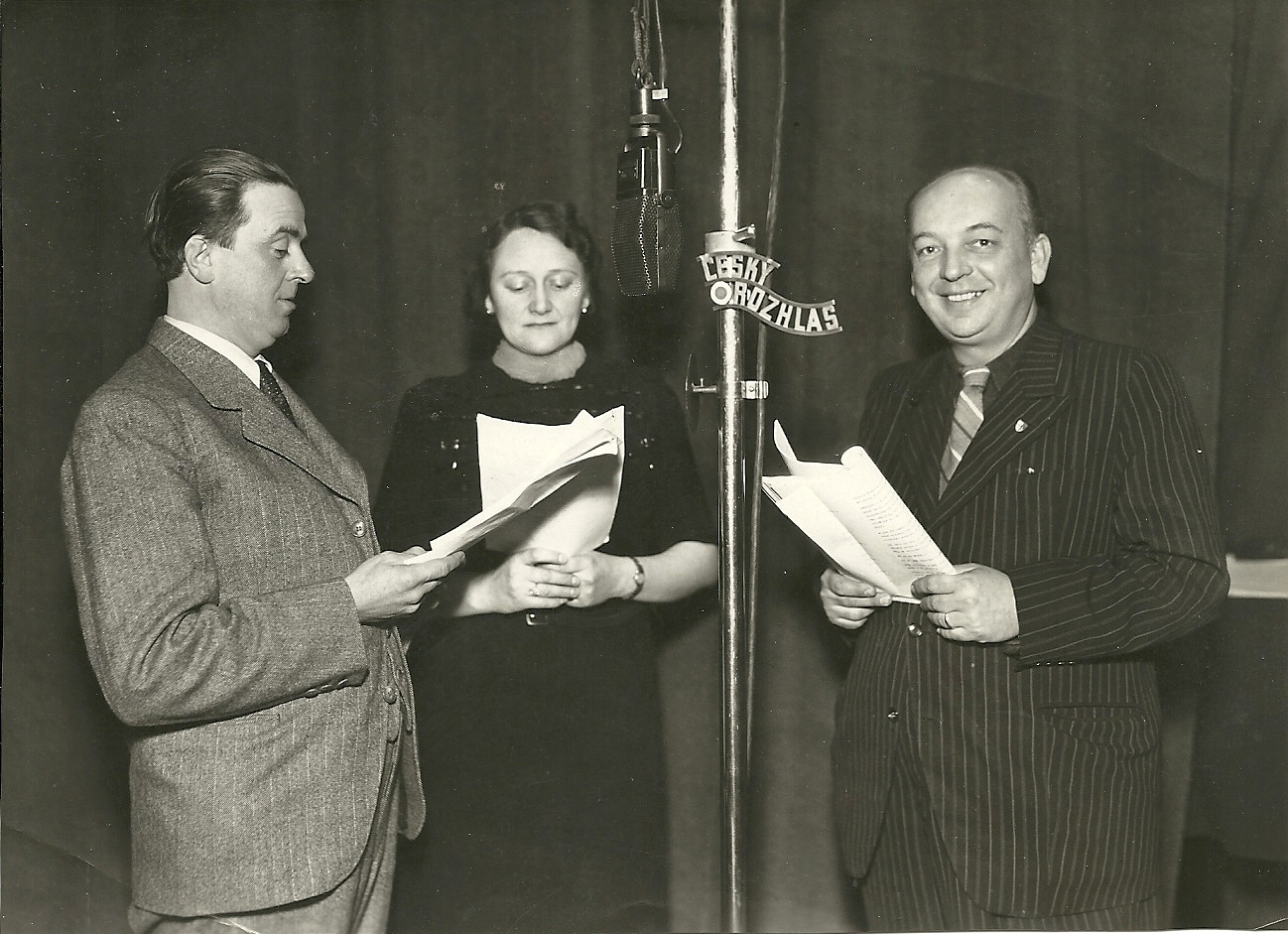
Émission de radio vers 1940 avec Jan Vavřík-Rýz (cs), Anna Kreuzmannová (cs) et Josef Skupa.
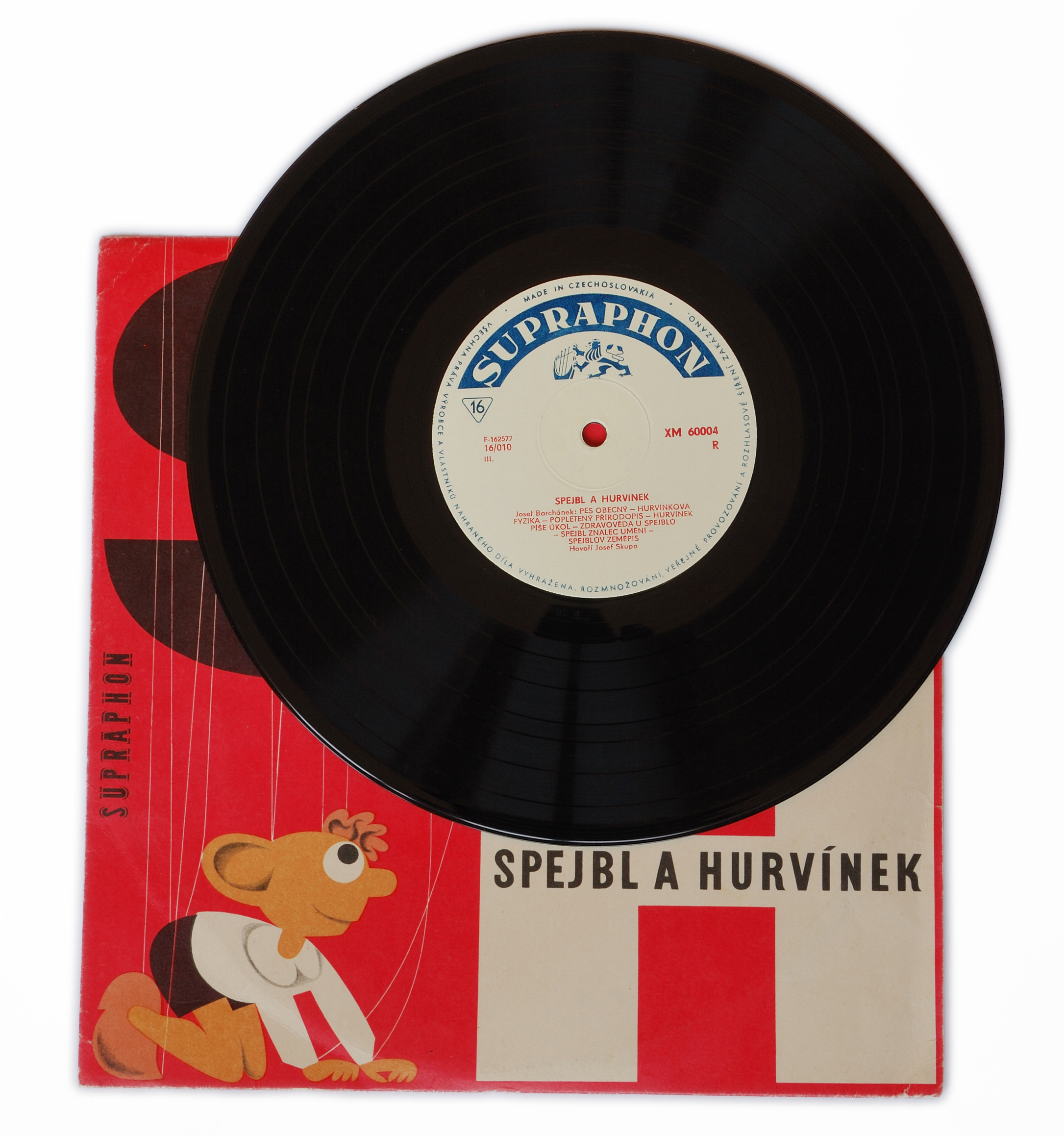
Disque des années 1950 sur Špejbl et Hurvínek. Narrateur : Josef Skupa. Label : Supraphon
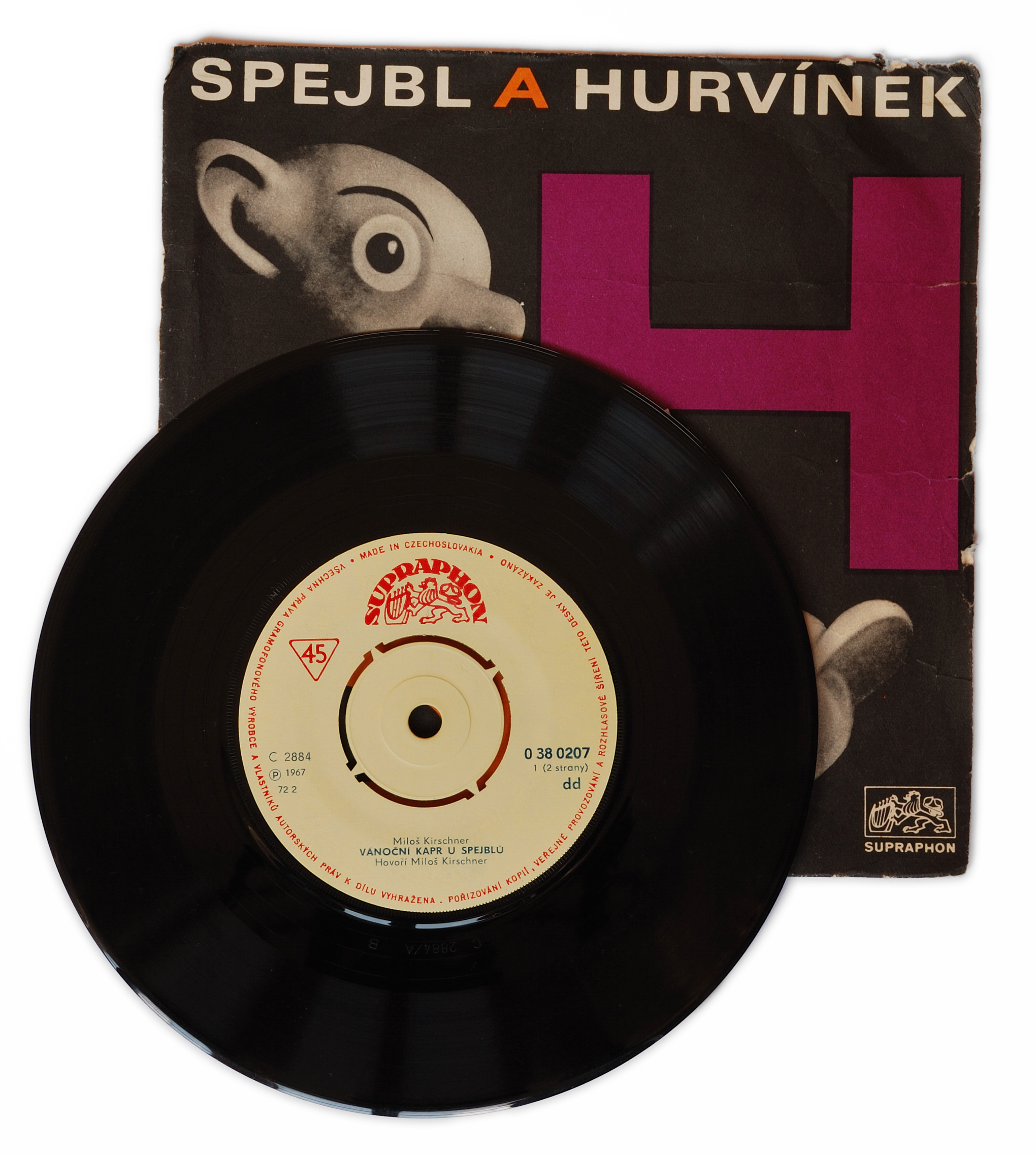
Špejbl et Hurvínek, Miloš Kirschner (cs), Supraphon

## Postérité
- Ses marionnettes furent les mascottes du pavillon tchécoslovaque lors de l'Exposition universelle de 1958[11]
- Un festival de marionnettes fondé en 1967 porte son nom : le Skupova Plzeň (« le Plzeň de Skupa »)[12]
- Une rue de Prague porte son nom[13]